# De Kom (Amsterdam)
De Kom is een officieuze benaming voor een binnenwater in Amsterdam-Zuid.
Het is een kruispunt van vijf waterwegen. Deze waterwegen hebben op een na ook een brug aan "De Kom". De waterwegen zijn:
- de Boerenwetering loopt hier noord-zuid door De Kom heen, de noordelijke brug is nr. 406, ook wel Boerenweteringbrug, de zuidelijke nr. 420, ook wel de Kinderbrug,
- vanuit het zuidwesten komt het Zuider Amstelkanaal met brug nr. 419, ook wel Hildo Kropbrug of Muzenbrug,
- vanuit het noordwesten het Noorder Amstelkanaal met brug nr. 405, ook wel Mozartbrug,
- vanuit het oosten het Amstelkanaal zonder brug ter plaatse.

Hildo Krop maakte voor alle vier bruggen beeldhouwwerken.

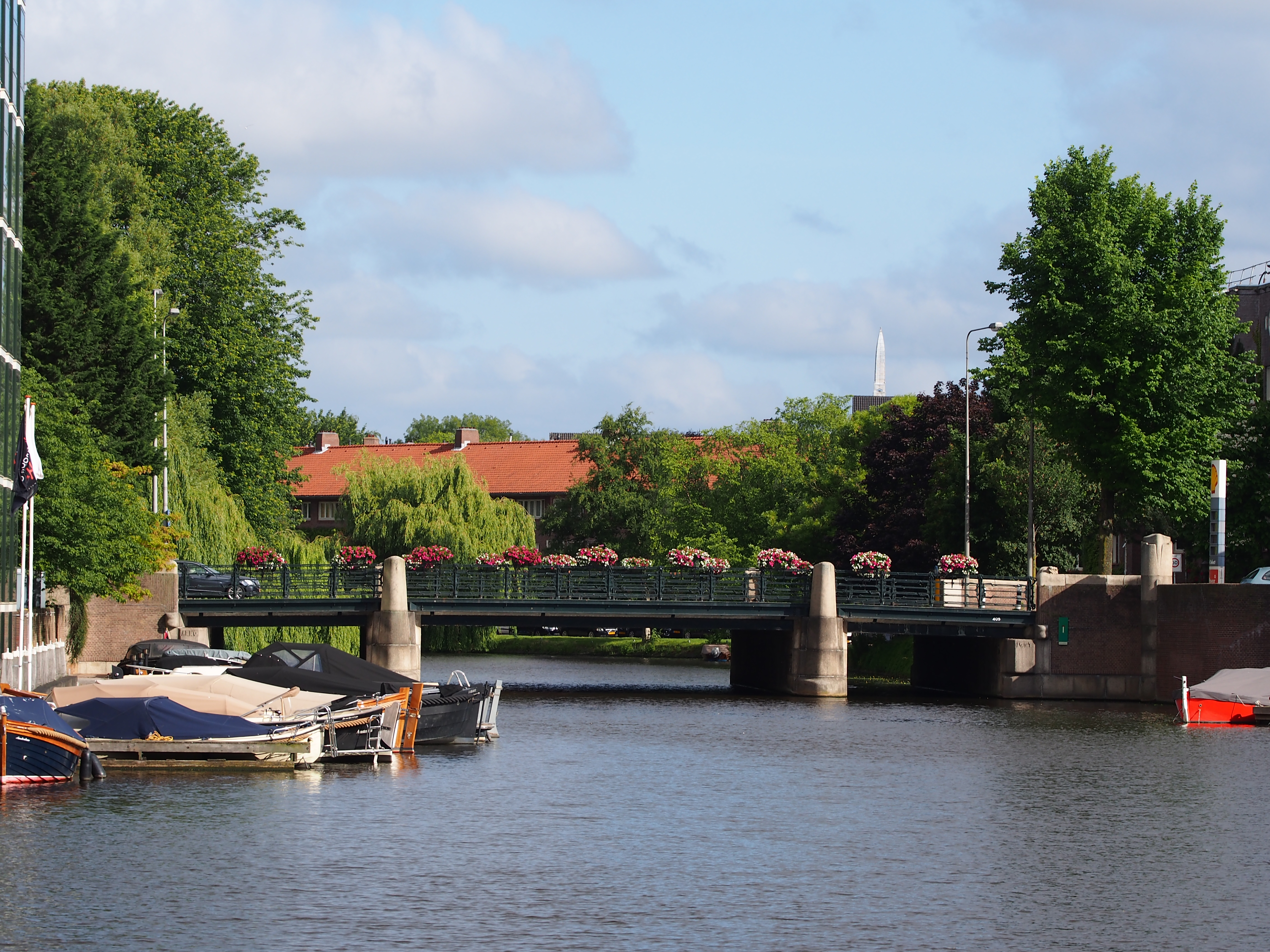
Mozartbrug (nr. 405)
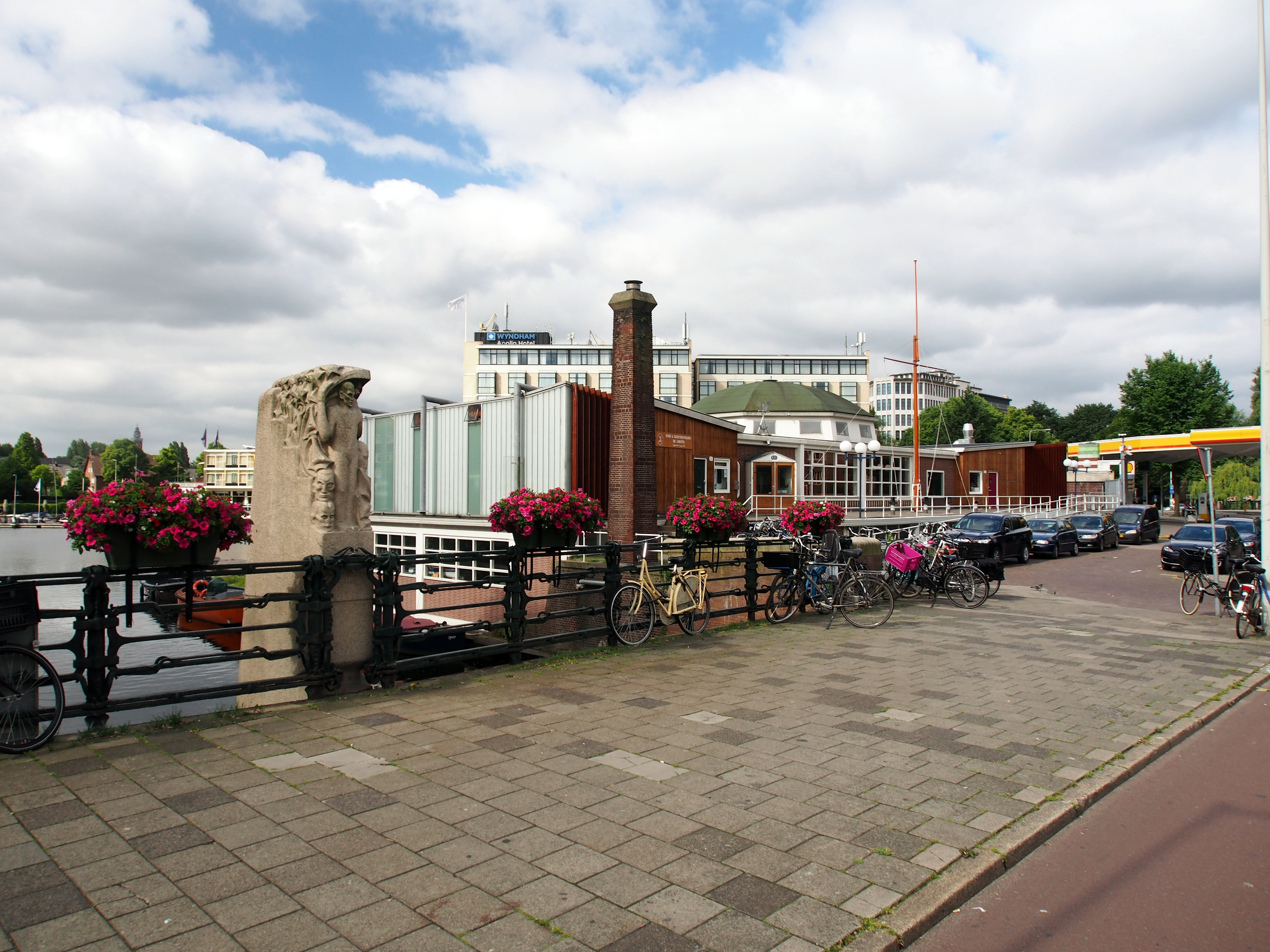
Boerenweteringbrug (nr. 406), met gebouw van roeivereniging De Amstel
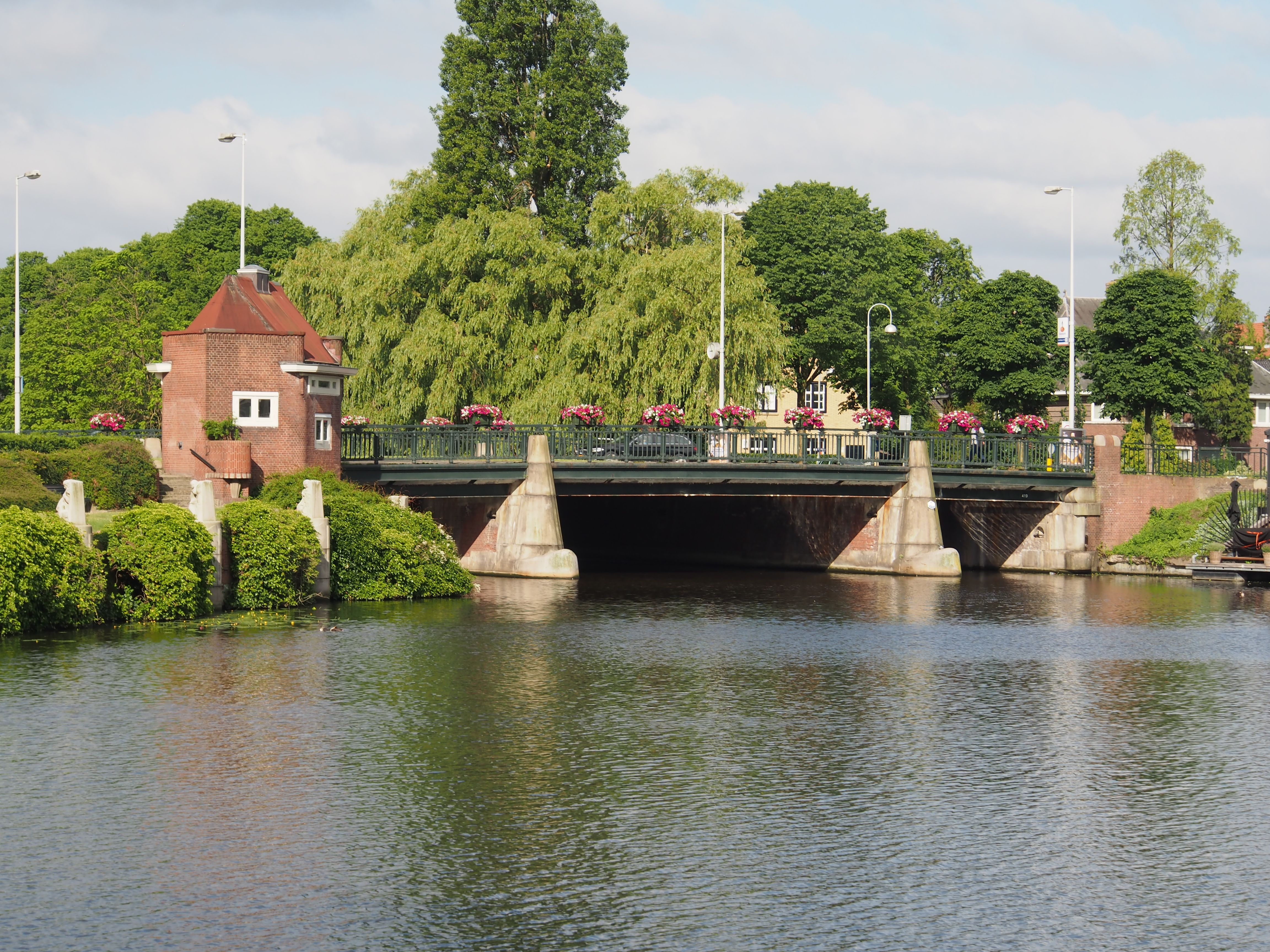
Hildo Kropbrug (nr. 419)
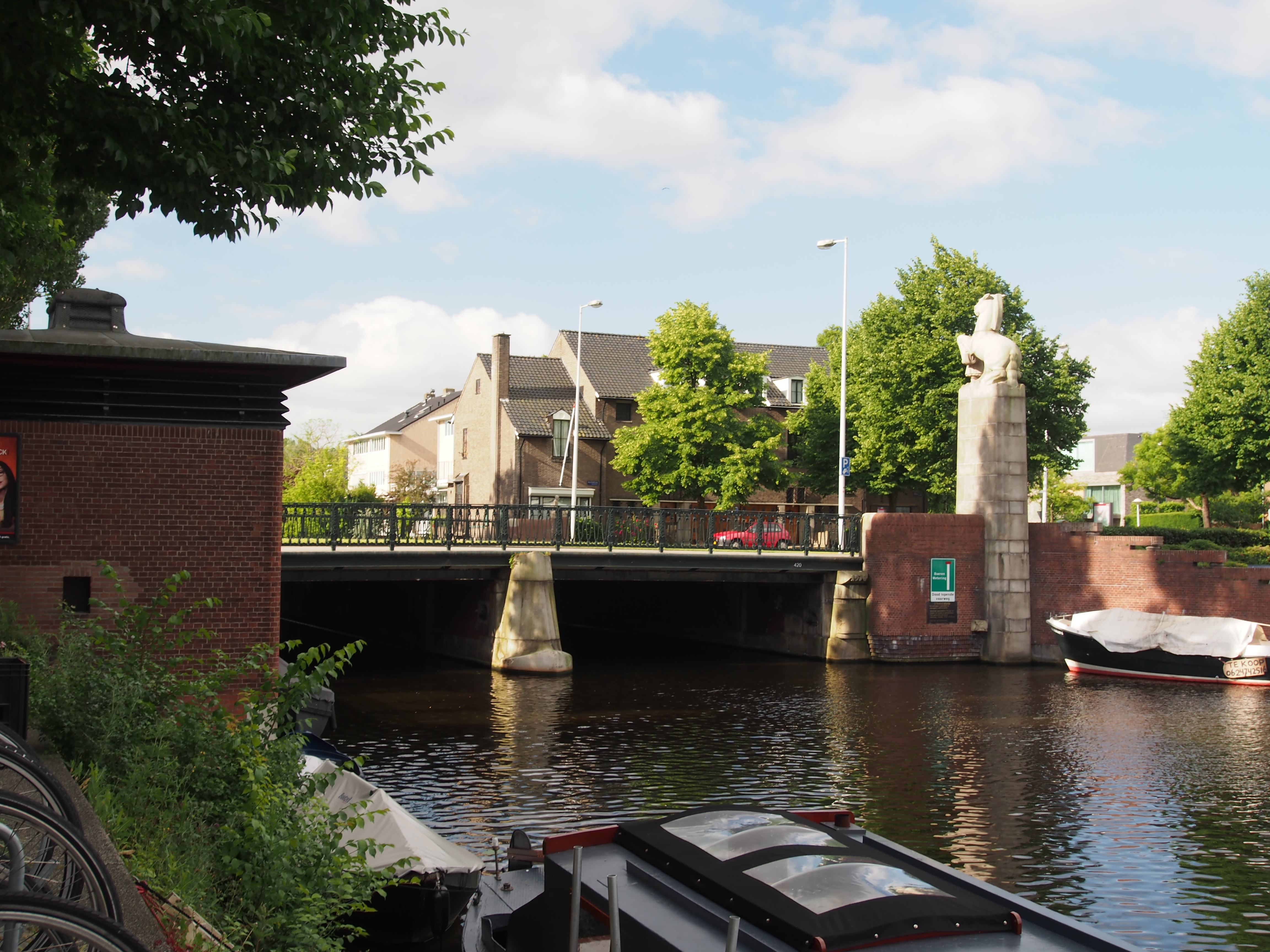
Kinderbrug (nr. 420)

De opvallendste gebouwen aan "De Kom" zijn het Apollo Hotel Amsterdam, de Apollohal en het gebouw van de roeivereniging De Amstel.